# Жангазиев, Жаксылык Смагулович
Жаксылык Смагулович Жангазиев (13 декабря 1947, Таушык, Мангистауский район, Гурьевская область — 15 июня 2025) — советский и казахстанский нефтяник, общественный деятель. Президент АО «Озенмунайгаз» (1996—1999). Почётный гражданин Мангистауской области (2018), кандидат технических наук.

## Биография
- Жаксылык Жангазиев родился 13 декабря 1947 года в п. Таучик Мангистауского района Гурьевской области.
- В 1971 году окончил КазПТИ им. В. И. Ленина, инженер-нефтяник.

### Трудовая деятельность
- 1971—1985 гг. — оператор, мастер, ст.инженер, начальник смены ЦИТС, зам.начальника, начальник ЦДНГ, гл.инженер НГДУ «Узеньнефть».
- 1985—1986 гг. — начальник ЦИТС ПО «Мангышлакнефть».
- 1986—1992 гг. — начальник НГДУ «Жетыбайнефть».
- 1992—1995 гг. — заместитель начальника, Начальник ГУ по нефти и газу Министерства энергетики и топливных ресурсов РК,
- 1995—1996 гг. — генеральный директор ПО «Узеньмунайгаз».
- 1996—1999 гг. — президент ОАО «Узеньмунайгаз».
- 1999—2002 гг. — вице-президент "ННК"Казахойл".
- 2002—2004 гг. — заместитель генерального директора по Амангельдинскому проекту АО «КазТрансГаз».
- 2004—2007 гг. — заместитель генерального директора по газовым проектам АО «КазТрансГаз».
- 2007 год — заместитель генерального директора, Советник СП ТОО «Казахтуркмунай».

## Награды
- 1998 — Медаль «Астана»
- 1998 — Орден Курмет из рук президента РК[2]
- 2004 — Орден «Барыс» 3 степени[3]
- Почётный гражданин Мангистауской области и города Жанаозен